# Hazeldine Motors

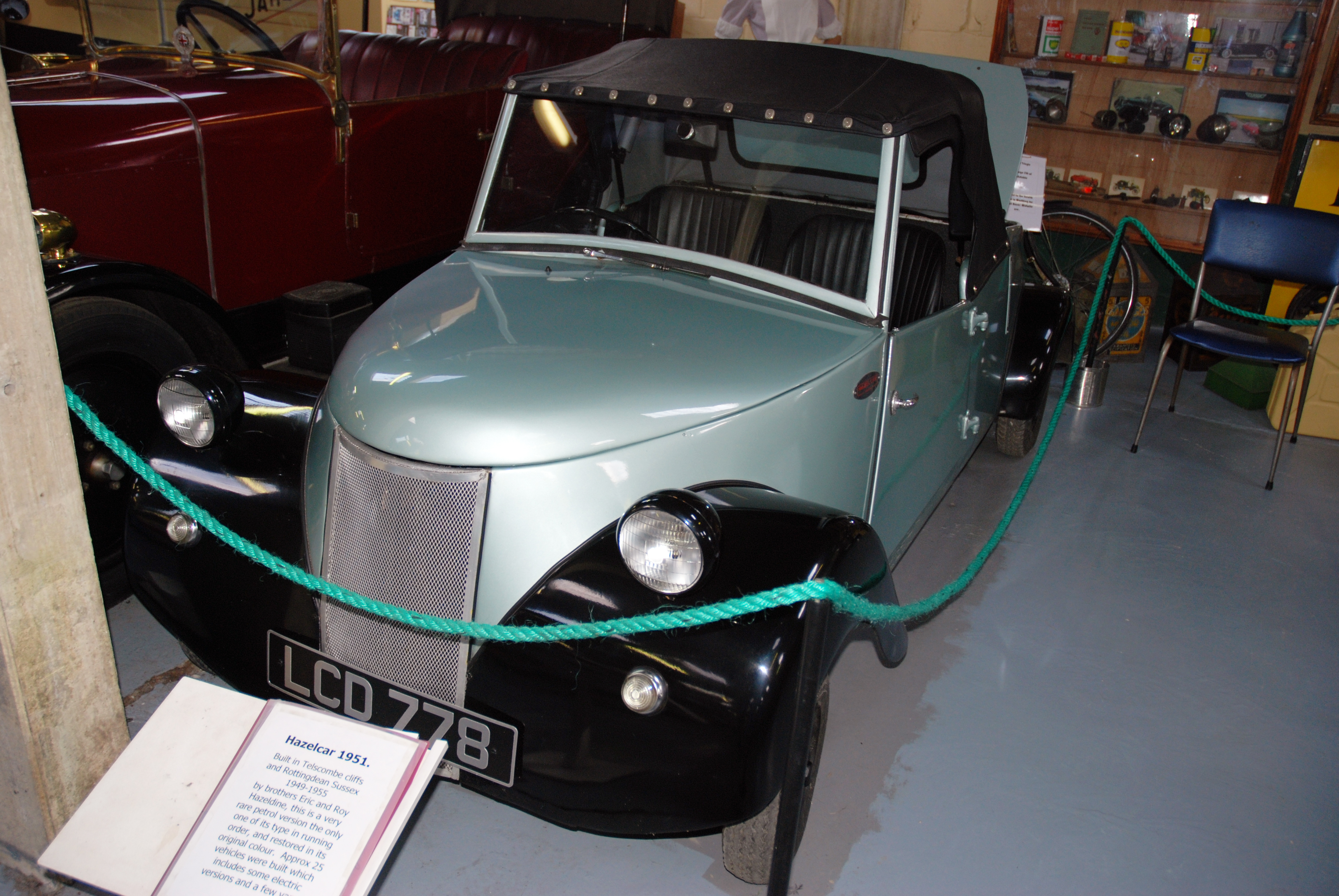
Hazelcar von 1951

Hazeldine Motors war ein britischer Hersteller von Automobilen.

## Unternehmensgeschichte
Eric Hazeldine betrieb in den 1940er Jahren das Unternehmen in Telscombe Cliff bei Rottingdean, heute Teil von Brighton and Hove. Seine Ehefrau Ruth und sein Bruder Roy unterstützten ihn dabei. Spätestens 1950 begann die Produktion von Automobilen. Der Markenname lautete Hazelcar für Personenkraftwagen und Hazelvan für Kastenwagen. 1951 endete die Produktion. 1952 wanderte das Ehepaar nach Kanada aus. Insgesamt entstanden mindestens acht, vermutlich etwa 25 Fahrzeuge. 1951 begann Batterie Manufacturing Association aus Hove, auf dieser Basis Elektroautos herzustellen und als BMA anzubieten.

## Fahrzeuge
Zunächst entstanden zwei Kleinstwagen-Prototypen. Sie erhielten die britischen Kennzeichen FNJ 81 und JUF 976.
Ab 1950 war das Ziel, ein Fahrzeug herzustellen, das in der Lage war, 80 km/h Höchstgeschwindigkeit zu erreichen. Den ersten Prototyp trieb ein Motorradmotor von Indian an, der allerdings zu schwach war.
Das Ehepaar setzte ab 1950 das Fahrzeug mit dem Kennzeichen KUF 959 bei verschiedenen Trials ein, so auch bei der Daily Express 1000 Mile Reliability Rally im November 1950, die von London über Schottland nach Torquay führte. Hier wie auch in späteren Modellen kam ein Vierzylindermotor von Ford of Britain mit 933 cm³ Hubraum zum Einsatz. Beim zweisitzigen Roadster war der Motor war in Mittelmotorbauweise vor der Hinterachse montiert.
Das Fahrzeug mit dem Kennzeichen LCD 778 wurde 1951 von Roderick Jones KBE of Rottingdean für seinen Sohn Dominick gekauft, der es bis 1957 fuhr. Archie Hazell übernahm im gleichen Jahr das nicht mehr fahrbereite Fahrzeug, sein Sohn Arthur Hazell restaurierte es später. Nun ist es im Bentley Wildfowl & Motor Museum in Halland ausgestellt.
Später entstanden auch viersitzige Aufbauten, bei denen die Motorlage nicht überliefert ist. Eines davon trug das Kennzeichen LCD 597.
Eine Version Hazelvan als Lieferwagen wurde ebenfalls angeboten. Die örtliche Bäckerei Forfars nahm zwei Exemplare ab.